# Acuariología
La acuariología es la rama del conocimiento científico derivada de la acuariofilia que estudia todos los aspectos de creación y mantenimiento de especies y ecosistemas acuáticos de forma artificial y controlada, tanto en acuarios como en cualquier otro tipo de instalación. Es la acuariofilia llevada a un extremo científico bajo criterios reproducibles y controlables, y más allá de acuarios domésticos.

## Campos abarcados por la acuariología

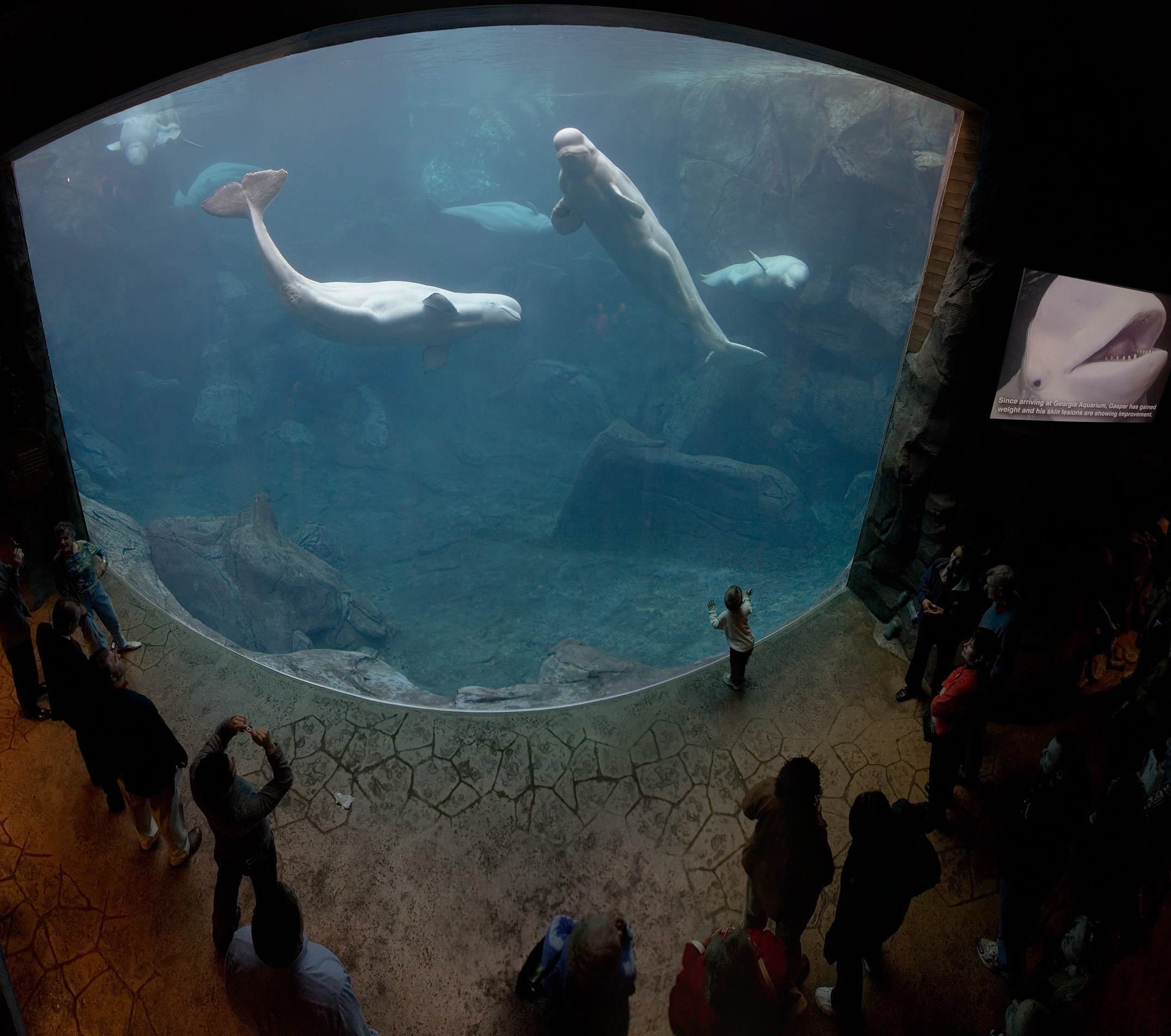

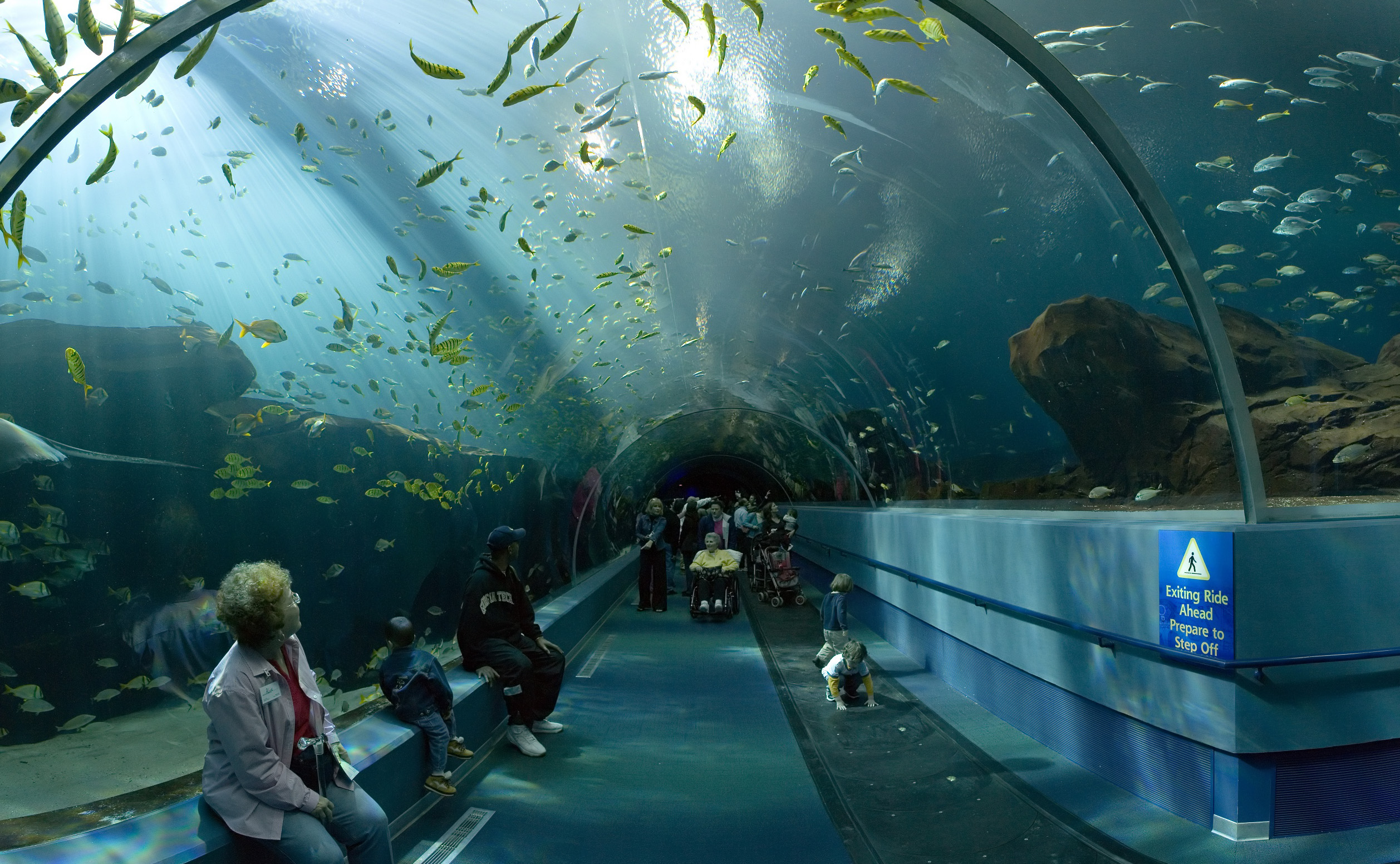

La acuariología es multidisciplinar, abarcando los siguientes numerosos campos del conocimiento:
- Biología y ecología
- Acuariofilia
- Acuicultura
- Nutrición animal
- Veterinaria
- Hidrobiologia
- Microbiología
- Zoología y fisiología animal
- Botánica, fisiología vegetal y agronomía
- Física, química
- Tratamiento y depuración de aguas
- Electrotecnia: electricidad, iluminación, equipos eléctricos y electrónicos
- Ingeniería, diseño y construcción de instalaciones y sistemas de depuración, tecnología de materiales y adhesivos

La técnica incluye todo tipo de sistemas técnicos para el mantenimiento de las condiciones del medio acuático:
- Sistemas de recirculación, propulsión y aireación de agua y aire. Calefacción y enfriamiento de agua.
- Sistemas de filtración, tratamiento de agua y gases. Esterilización, ultravioletas, ozono, O², CO².
- Sistemas de iluminación biológicos y dramáticos.
- Cultivo de especies animales y vegetales macro y microscópicos. Alimentación, reproducción.
- Recreación de ecosistemas, técnicas decorativas, utilización de materiales especiales.